# آدم جيمس دالتون
آدم جيمس دالتون (بالإنجليزية: Adam James Dalton)‏ هو كاتب بريطاني، ولد في 30 سبتمبر 1970.